# Фарвелл (Техас)
Фарвелл (англ. Farwell) — місто (англ. city) в США, в окрузі Пармер штату Техас. Населення — 1425 осіб (2020).

## Географія
Фарвелл розташований за координатами 34°23′8″ пн. ш. 103°2′14″ зх. д. / 34.38556° пн. ш. 103.03722° зх. д. (34.385608, -103.037297).  За даними Бюро перепису населення США в 2010 році місто мало площу 2,13 км², уся площа — суходіл.

## Демографія
Згідно з переписом 2010 року, у місті мешкали 1363 особи в 531 домогосподарстві у складі 373 родин. Густота населення становила 640 осіб/км².  Було 597 помешкань (281/км²).
Расовий склад населення:
| - 84,7 % — білих - 2,0 % — чорних або афроамериканців - 1,1 % — корінних американців - 0,6 % — азіатів - 10,1 % — осіб інших рас |

До двох чи більше рас належало 1,5 %. Частка іспаномовних становила 40,9 % від усіх жителів.
За віковим діапазоном населення розподілялося таким чином: 26,7 % — особи молодші 18 років, 57,2 % — особи у віці 18—64 років, 16,1 % — особи у віці 65 років та старші. Медіана віку мешканця становила 37,5 року. На 100 осіб жіночої статі у місті припадало 97,3 чоловіків;  на 100 жінок у віці від 18 років та старших — 96,3 чоловіків також старших 18 років.
Середній дохід на одне домашнє господарство  становив 57 030 доларів США (медіана — 44 145), а середній дохід на одну сім'ю — 63 439 доларів (медіана — 50 903). Медіана доходів становила 44 904 долари для чоловіків та 26 058 доларів для жінок. За межею бідності перебувало 13,0 % осіб, у тому числі 22,3 % дітей у віці до 18 років та 13,7 % осіб у віці 65 років та старших.
Цивільне працевлаштоване населення становило 767 осіб. Основні галузі зайнятості: освіта, охорона здоров'я та соціальна допомога — 23,1 %, сільське господарство, лісництво, риболовля — 10,0 %, науковці, спеціалісти, менеджери — 9,5 %, роздрібна торгівля — 9,3 %.